# Armando Valladares
Armando Valladares Pérez (* 30. Mai 1937 in Pinar del Río) ist ein kubanischer Schriftsteller und ein ehemaliger Botschafter der Vereinigten Staaten in der UN-Menschenrechtskommission. In Kuba war er 22 Jahre lang (1960–1982) als Gegner der Revolution inhaftiert.

## Leben
Armando Valladares Pérez studierte bis 1956 an der Nationalen Kunstakademie in Havanna und begann unmittelbar danach seine Arbeit im öffentlichen Dienst Kubas. Unter anderem arbeitete er im Verkehrsministerium. Nach der Kubanischen Revolution von 1959 wurde er einer politischen Überprüfung unterzogen, die zunächst jedoch folgenlos blieb. Am 27. Dezember 1960 wurde Valladares verhaftet und zu einer Gefängnisstrafe von 30 Jahren Haft verurteilt. Für die Gründe der Verurteilung gibt es mehrere Versionen. Seine Haft verbrachte er in verschiedenen kubanischen Gefängnissen und Straflagern, zum Teil in Einzelhaft, Dunkelhaft und unter Folter. Nach seiner Weigerung, an einer Maßnahme zur politischen Rehabilitation teilzunehmen, wurde ihm für 46 Tage die Nahrung entzogen. In der Folge verbrachte er mehrere Jahre im Rollstuhl. Valladares entwickelte sich in der Haftzeit zum Schriftsteller und Dichter und wählte die Jahre im Rollstuhl zum Titel seines ersten Gedichtbandes: Desde mi Silla de Ruedas (deutsch: Aus meinem Rollstuhl). Amnesty International erkannte Valladares als gewaltlosen politischen Gefangenen an. Die kubanische Regierung bezeichnete Valladares öffentlich als ehemaligen Geheimpolizisten des Diktators Fulgencio Batista sowie als Simulanten.
Nach 22 Jahren Inhaftierung kam Valladares im Oktober 1982 durch internationalen Druck frei – insbesondere der französische Präsident François Mitterrand hatte sich bei Fidel Castro für ihn eingesetzt. Die kubanische Regierung bestand jedoch darauf, dass Valladares die Treppe des Flugzeugs nach Paris aus eigener Kraft besteigen müsse, um ihn als Simulanten zu entlarven. Kurz nach seinem Eintreffen in Europa emigrierte er in die USA. 1985 erschien seine Autobiografie der Haftzeit. Präsident Ronald Reagan berief ihn von 1988 bis 1990 als Vertreter der USA in die UN-Menschenrechtskommission.
Valladares gehört dem internationalen Beirat der Stiftung für ein Mahnmal für die Opfer des Kommunismus an (Victims of Communism Memorial Foundation), die 1993 durch einen von US-Präsident Bill Clinton bestätigten Beschluss des US-Kongresses mit dem Ziel gegründet wurde, zukünftige Generationen über die Geschichte „kommunistischer Tyrannei“ zu informieren.
Valladares ist verheiratet und war eng mit Pedro Luis Boitel befreundet.

## Auszeichnungen
- 1989: Presidential Citizens Medal
- 2009: Premio Ischia Internazionale di Giornalismo
- 2009: José-Cecilio-del-Valle-Medaille, Honduras
- Freiheitspreis des französischen P.E.N.-Clubs

## Schriften
- Con su propia sangre
- Desde mi Silla de Ruedas, 1976
- El Corazón Con Que Vivo: Nuevos Poemas y Relatos desde mi Silla de Ruedas, Ediciones Universal, 1980, ISBN 0-89729-245-6.
- Cavernas del Silencio, 1983
- Contra Toda Esperanza: 22 Años en el Gulag de las Américas, 1985
  - Englische Ausgabe: Against All Hope: A Memoir of Life in Castro’s Gulag. Encounter Books, 1985, ISBN 1-893554-19-8.
  - Deutsche Ausgabe: Wider alle Hoffnung: Gefangener unter Fidel Castro. Erinnerungen. DVA, Stuttgart 1988, ISBN 3-421-06391-5.
- El Alma de un Poeta, 1988